# 尹奉吉

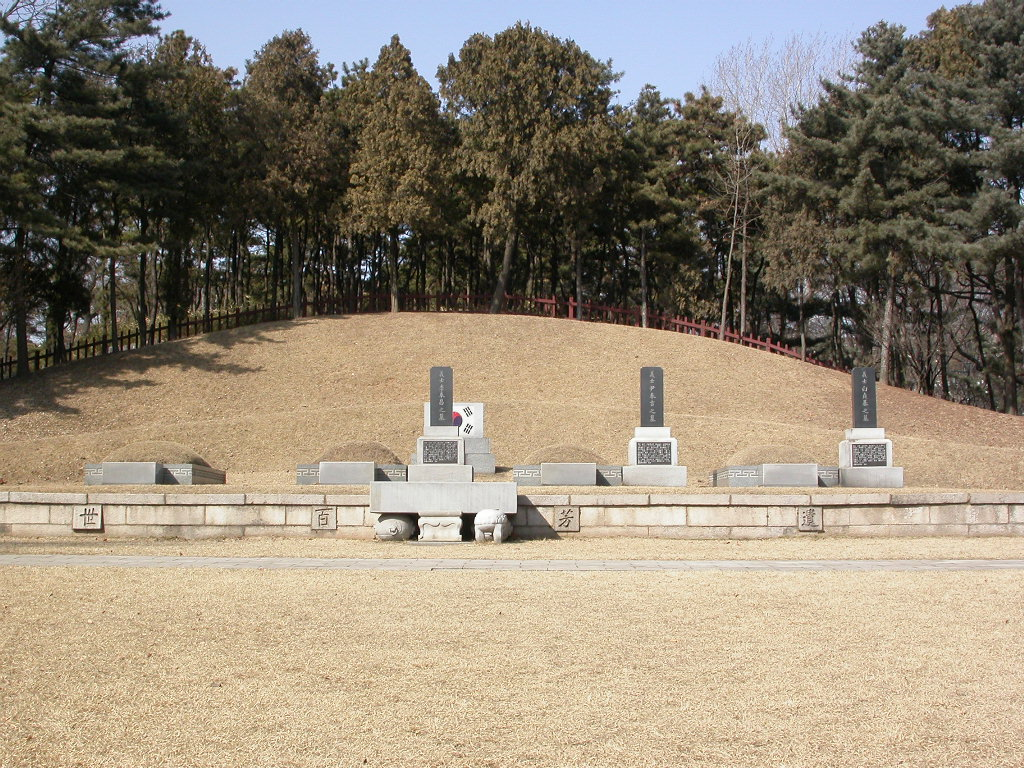
三義士の一人として韓国で顕彰される尹奉吉の墓（左から李奉昌、尹奉吉、白貞基。孝昌公園韓国語）

尹 奉吉（日本語読み；いん ほうきち又はいん ほうきつ、朝鮮語読み：ユン・ポンギル[윤봉길]、1908年6月21日 - 1932年12月19日）は、朝鮮の独立運動家、テロリスト。号は梅軒。
上海天長節爆弾事件の実行犯。要人2名を含む多数に重軽傷を負わせるテロを起こしたが、自爆には失敗してその場で逮捕され、上海派遣軍の軍法会議の死刑判決後に内地で執行された。
国民の力所属の第21代国会議員の尹柱卿は長孫娘。

## 概要
忠清南道礼山に生まれた。本貫は坡平尹氏。1931年、上海に渡って金九の組織した抗日武装組織韓人愛国党に参加し、事件を準備した。
第一次上海事変停戦交渉の最中であった1932年4月29日天長節（天皇誕生日）の日、上海の日本人街で、共同租界にある虹口公園で行われた祝賀式典会場に入り込んだ尹奉吉は、要人群の席に向かって手榴弾を投擲。爆発で多数を死傷させる事件を引き起こした。
上海派遣軍司令官陸軍大将白川義則と上海日本人居留民団行政委員長で医師の河端貞次が死亡。第三艦隊司令長官海軍中将野村吉三郎、第9師団長陸軍中将植田謙吉、上海駐在総領事村井倉松、上海駐在公使重光葵、上海日本人居留民団書記友野盛ら多数が重傷を負った。後の1945年9月、東京湾のミズーリ艦上で行われた降伏式典で降伏文書に署名した外相（当時）重光葵が杖をついているのはこの事件で片足を失ったためである。
尹奉吉は現場で日本の関係者に取り押さえられた。5月25日、上海派遣軍軍法会議で裁かれ、死刑判決を受けた。この軍法会議は、特設軍法会議であり、弁護人なし一審かぎりであった。11月18日 大阪の衛戍刑務所へ移監され、さらに12月18日、陸軍第9師団の駐屯地である石川県金沢市軍法会議拘禁所へ移管されて留置。12月19日7時27分、練兵場のある市内、三小牛山で銃殺刑に処された。遺体は隣山である野田山の陸軍墓地の崖下に埋葬された。
尹奉吉は民間人であったにもかかわらず軍法会議により裁かれたことにつき、海軍法律顧問であった信夫淳平は、民間人に裁判権を及ぼす根拠としては、陸軍軍法会議法第6条の「軍法会議ハ戦時事変ニ際シ軍の安寧ヲ保持スル為必要アルトキ」によると思われるが、このためには、陸軍軍法会議法第13条により被告が作戦地域であることを要するが、事件の虹口公園は、共同租界にあり、日本軍の占領地域ではないので作戦地域とはいえないと指摘している。
尹に爆弾テロを命じた金九一派及び李裕弼一派は、在上海江西路角東北義勇軍後援会幹部の朱慶瀾（中国国民党委員会員）から報酬として2万8千円を受領した。

### 死後

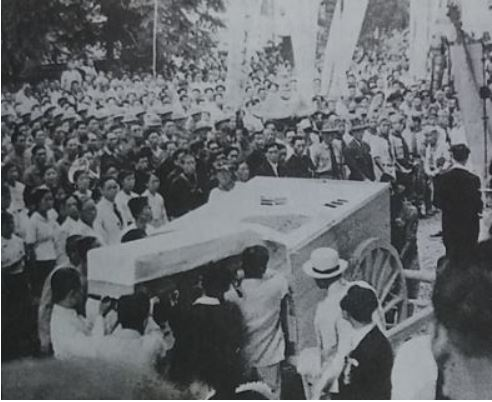
尹奉吉の国葬

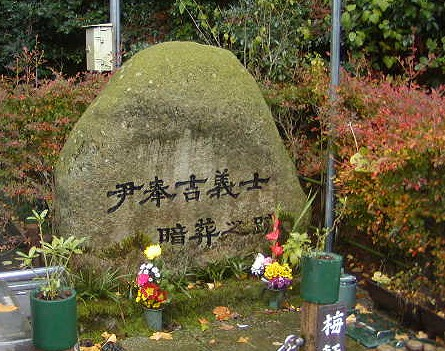
尹奉吉の慰霊碑（金沢市）

当時中華民国政府主席だった蔣介石は、事件を聞いて「中国の100万大軍もできないことを朝鮮の一青年がやり遂げたので感激だ」と評価した。前述のように金九一派に褒美を支払い、それまで無視していた大韓民国臨時政府の活動を支援するようになった。その後、台湾に退き、国民政府総裁となった蔣介石は、朝鮮戦争でも一貫して韓国を支援し、1966年に朴正煕が台湾に訪れた際にも尹奉吉の親族について言及しており、事件は中国のために行われたと評価して友好の礎と考えていた。
尹の遺骨は、1946年3月6日に在日韓国・朝鮮人によって発掘され、白貞基らの遺骨と共に韓国に持ち帰られた。京城（ソウル）で葬儀を挙行した後、国立孝昌公園に改葬された。韓国政府は、1962年に建国勲章大韓民国章（1等級）を贈り、独立運動の義士として顕彰し、独立記念館に祀っている。安重根・金佐鎮・柳寛順とならんで韓国海軍の潜水艦の艦名ともされた。このように韓国では義士と称されており、日本でも遺体が埋葬されていた石川県金沢市に慰霊碑が建立されている。
金錫源は自身の回顧録で「日本天皇の誕生日（天長節）の祝賀式の壇上に爆弾を投げて、陸軍大将白川義則を倒し、韓国人の気概を世界に示した」と書いている。
2020年10月、アメリカの大学に進学する全世界の学生が使用するSATとAPの教科書が、歴史上ほとんどの期間、朝鮮は中国の植民地だったと記述していることがJTBCニュースルームの取材で明らかになったが、JTBCニュースルームによると、百度が運営する百度百科でも、尹奉吉や安重根や金九や尹東柱が朝鮮族と表記されており、尹東柱は国籍も中国になっている。朝鮮族が中国籍を取得したのが1954年であることを勘案すれば、事実関係が間違っており、これらの独立活動家が満洲、上海、吉林省に居住して独立活動を行っていたためとみられるが、この場合、朝鮮の抗日運動が中国の抗日運動の歴史に編入される。

### 記念館
- 梅軒尹奉吉記念館（ソウル特別市瑞草区、良才市民の森駅から徒歩10分）
- 梅亭（上海市虹口区、魯迅公園内）